# 仁懿蕭皇后
仁懿蕭皇后（じんいしょうこうごう）は、遼（契丹）の興宗の皇后。小字は撻里。

## 経歴
欽哀蕭皇后の弟の蕭孝穆の長女として生まれた。性格は寛容で、容姿は端麗であった。興宗が即位すると、後宮に入り、道宗を生んだ。重熙4年（1035年）、皇后に立てられた。重熙23年（1054年）、貞懿慈和文恵孝敬広愛崇聖皇后の号を受けた。
道宗が即位すると、皇太后に立てられた。清寧2年（1056年）、慈懿仁和文恵孝敬広愛宗天皇太后の尊号を受けた。清寧9年（1063年）秋、耶律良が耶律重元とその子の耶律涅魯古の反乱計画を太后に密告し、これを道宗に伝えた。道宗が逡巡していたため、太后は「このことは社稷の大事ですから、早く対策なさるべきです」と言った。そこで道宗は戒厳を布いた。戦いが始まると、太后は自ら衛士を督戦し、反乱軍を撃破した。
太康2年3月辛酉（1076年4月11日）、崩御。仁懿皇后と諡された。

## 伝記資料
- 『遼史』巻71 列伝第1